# Чина японська
Чина японська (Lathyrus japonicus) — вид трав'янистих рослин родини бобові (Fabaceae), поширений на берегах помірної Азії, Європи, Північної Америки та Південної Америки.

## Опис
Багаторічна, трав'яниста рослина. стебла довжиною 50–80 см. Стовбурові столони, повзучі. Листки голі довжиною від 5 до 10 см, перисті з 2–5 парами листочками; листочки злегка м'ясисті, сизо-зелені, еліптичні або оберненояйцевиді, завдовжки 25–33 × 11–18 мм, із сітчастими жилками видимими на обох поверхнях. Кінцеві листочки часто замінюються вусиками. Суцвіття коротші від листя, 2–5-квіткові. Чашечки дзвонові, 9–10(12) мм, голі; зуби нерівні, 5–6 мм завдовжки. Віночок від рожевого до пурпурового, й фіолетово-синього кольору пізніше й крила іноді білі, ≈21 мм. Стручки плоскі й довжиною близько 5 сантиметрів, коричневі або червоно-коричневі при дозріванні. Насіння майже кулясте.

## Поширення
Північна Америка (Гренландія, Канада, США); Азія (Китай, Японія, Корея, Росія); Європа (Німеччина, Польща, Данія, Фінляндія, Ісландія, Ірландія, Норвегія, Швеція, Велика Британія, Франція, Іспанія); Південна Америка (Аргентина, Чилі).
Типові середовище проживання — піщані або кам'янисті узбережжя та інші прибережні райони.

## Відтворення
Квіти запилюються комахами (бджоли і джмелі). Великий природний діапазон пояснюється здатністю насіння залишатися життєздатним, плаваючи у морській воді впродовж п'яти років, що дозволяє насінню дрейфувати майже цілим світом.

## Використання
Насіння можна вживати в їжу, але, як і багато членів роду воно містить токсини. Листя рослини використовуються в традиційній китайській медицині.

## Галерея

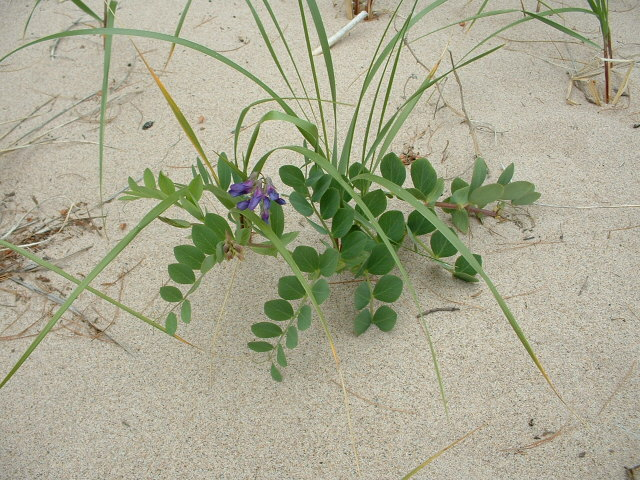
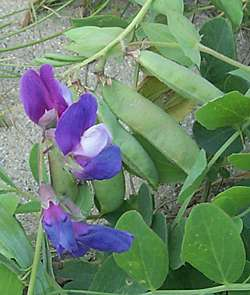